# RoboDays
RoboDays er en international festival for robotter til leg, spil, læring, kunst, film, sport, sundhed og meget andet i såvel hjemmet som i det offentlige rum. Festivalen afholdes årligt i Odense.
RoboDays blev afholdt første gang i efteråret 2006, hvor der kom over 20.000 besøgende. I 2007 deltog der forskere og kunstnere fra USA, Japan, Tyskland, Spanien og Danmark, der fremviste deres bud på nye robotter og robotinstallationer.
RoboDays er økonomisk og udviklingsmæssigt forankret i hovedaktørerne: RoboCluster, EventHouse Odense/Odense Kommune, Syddansk Universitet, Syddansk Erhvervsskole og Den Europæiske Fond for Regionaludvikling.